# Стойков, Ацо
А́цо Сто́йков (макед. Ацо Стојков; 29 апреля 1983, Струмица, СФРЮ) — македонский футболист, нападающий.

## Карьера игрока

### Клубная
Начинал футбольную карьеру в родном городе Струмица, в клубе «Беласица» (Струмица). Уже через год получил приглашение в юношескую академию итальянского «Интера». В составе «нерадзурри» выиграл молодёжное первенство Италии, но ни один матч в стартовом составе так и не провёл. Отправлялся в аренду в четыре разных клуба: итальянские «Специю», «Андрию» и «Кастель ди Сангро» плюс польский «Гурник» из Забже. В 2005 году покинул стан «нерадзурри» и перешёл в бельгийский «Ла-Лувьер». Ещё через год подписал контракт с белградским «Партизаном», но так и не сыграл ни одного матча за сербов. Позднее играл в венгерских клубах «Дебрецен» и «Ньиредьхаза», с 2009 по 2012 выступал за швейцарский «Арау».

### В сборной
В сборную вызывается с 2002 года. Забил пять голов в 41 матче.
| # | Дата           | Место                        | Противник   | Счёт | Итог      | Соревнование             |
| - | -------------- | ---------------------------- | ----------- | ---- | --------- | ------------------------ |
| 1 | 7 июня 2003    | Скопье, Республика Македония | Лихтенштейн | 3:1  | Победа    | Евро-2004 (квалификация) |
| 2 | 11 июня 2003   | Стамбул, Турция              | Турция      | 2:3  | Поражение | Евро-2004 (квалификация) |
| 3 | 9 октября 2004 | Скопье, Республика Македония | Нидерланды  | 2:2  | Ничья     | ЧМ-2006 (квалификация)   |
| 4 | 2 июня 2007    | Скопье, Республика Македония | Израиль     | 1-2  | Поражение | Евро-2008 (квалификация) |
| 5 | 10 июня 2009   | Скопье, Республика Македония | Исландия    | 1:0  | Победа    | ЧМ-2010 (квалификация)   |